# إيرل هايمان
إيرل هايمان (بالإنجليزية: Earl Heyman)‏ هو لاعب كرة قدم أمريكية أمريكي، ولد في 5 سبتمبر 1987 في لويفيل في الولايات المتحدة.

## وصلات خارجية
- إيرل هايمان على موقع كلية كرة القدم في سبورتس رفرنس.كوم (الإنجليزية)